# 妙海尼

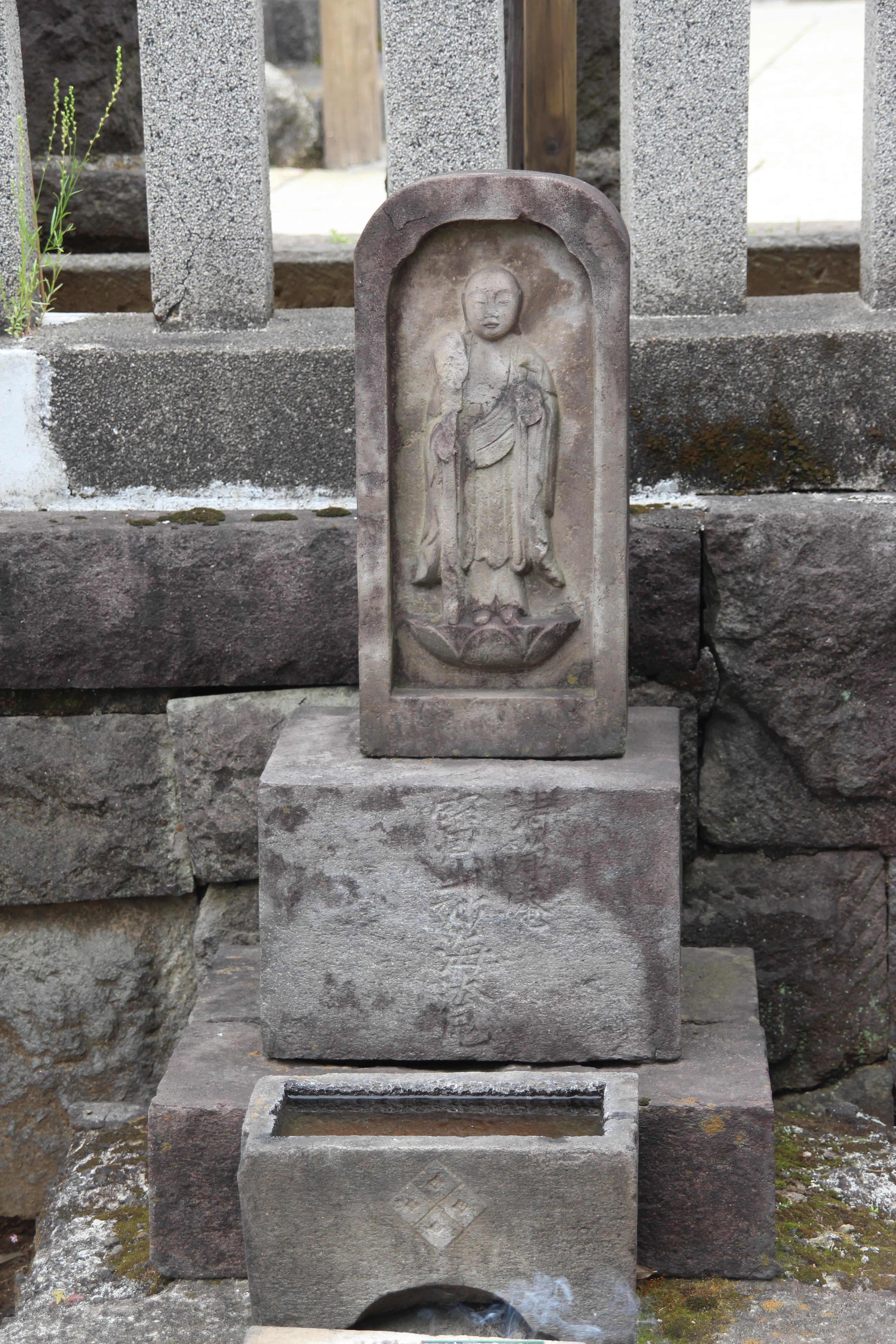
泉岳寺にある妙海尼の墓

妙海尼 （みょうかいに、貞享3年（1686年） - 安永7年2月25日（1778年3月23日））は、江戸時代中期の尼。泉岳寺の清浄庵に住み、赤穂浪士の堀部弥兵衛金丸の娘、堀部安兵衛武庸の妻を自称してその昔語りは『妙海語』としてまとめられたが、その経歴は詐称であるとみなされている。

## 本人の語った経歴
妙海尼の語った内容は、丹波国篠山藩士・佐治為綱が安永3年（1774年）に記したという『妙海語』によって知られる。その内容は以下のようなものである。
妙海尼は、堀部弥兵衛の娘、順として生まれた。母は早くに死去したため、祖母・正伝院に養育された。正伝院は浅野長矩の誕生を取上げるなど奥に仕えたため、妙海尼も7歳のころから奥に勤めていた。堀部弥兵衛の養子となった中山武庸（堀部安兵衛）を婿にとることとなっていたが、元禄14年（1701年）に赤穂事件が発生したため赤穂を退去することとなり、正伝院や大石内蔵助夫人とともに阿保志（網干）に移り、翌年さらに山科に移住した。大家に立ち退きを迫られ山科からさらに山城国八幡、伊勢国雲津に大石家とともに移り住んだ。元禄15年（1702年）に討ち入りが決行されると剃髪して妙海を名乗り、東は常陸国から西は長門国まで行脚し、高野山で浅野家再興を祈願して五大力尊の法を修した。行脚を終えた後江戸の亀井戸に庵を結んだが、さらに赤穂浪士の墓所のある泉岳寺の境内に清浄庵という庵を結んで住んだ。
妙海尼が赤穂浪士の遺族として世間から優遇されたことは、『妙海語』中に、安永2年（1773年）に米寿の祝いとして館林侯・松平正武や相良侯・田沼意次の屋敷に招かれ褒美を与えられたり、西の丸大奥より足袋や鼻紙を、毛利讃岐守より夏冬2度時服を賜ったりしたという形で記録されている。また養子を迎えて堀部弥惣次を名乗らせ、田沼主殿頭の家臣となり留守居役に取り立てられたとある。さらに浅野家の御家再興を3度にわたって公儀に願い出て、老中への駕籠訴えを行ったが再び訴え出ることがあれば遠島を申し付ける旨言い渡されたという。『譚海』巻2ではその訴えの回数は30回余りとされている。
伴蒿蹊『続畸人伝』では妙海尼の名前を幸としており、浅野家の断絶を嘆いてたびたび幕府に訴えたという。再び訴えれば遠島を申し付けると言い渡されてもなお訴えを行ったために罰が下ろうとしたが、ある人の恵みによって処罰を免れたという。望みが叶わないことを悟り、墓所に常夜灯を掲げたところ、縁故のある諸侯から油料だけでなく米、花、菓子まで与えられるようになった。泥棒に盗まれることもあったが、それを貧しい人々に施し、自らは質素な生活を送り常夜灯を守って90歳で生涯を終えたという。
逸話として、江戸の僧である伯父に出家を申し出た際に、遺体を洗い清める部屋に一晩寝かされるという試練を与えられ、難なくこなしたことで「出家を遂げることができる」と認められ、妙海の名を与えられたというものがある。

## 考証
上記のような経歴は、多くの点で資料と矛盾をきたしており、事実とは認められていない。
まず、武庸が堀部弥兵衛の娘を娶るきっかけとなった高田馬場の決闘は元禄7年（1694年）のことであり、当時9歳の妙海尼の婿とするのは無理があり、実際には当時弥兵衛の娘は18歳である。次に、妙海尼の母と祖母の死亡時期の問題がある。浪士が切腹前、元禄16年（1703年）1月23日に親類縁者を書き出した『親類書』では、弥兵衛の妻と娘は江戸米沢町に居住していることを弥兵衛・安兵衛の両方が書いており、弥兵衛は自分の母（安兵衛の妻の祖母）は60年前に病死していると書いている。また同年3月6日付の紀州藩安藤帯刀家来・青地与五兵衛宛の武庸妻キチによる手紙には、三十五日過ぎた後は母の兄・忠見扶右衛門のいる本所松阪町の本多孫太郎の屋敷に引き取り、五十日過ぎには二本松城主・丹羽若狭守の隠居・凉台院の手元へ母（弥兵衛妻）・文五郎（従弟）ともども引き取られるはずであるとあり、実際4月10日に弥兵衛妻・ワカは凉台院のもとで高島という名の老女として奉公を始め、キチや文五郎も高島に同行している。『妙海語』中では討ち入りに出立する弥兵衛に屋内で用いるには槍が長すぎることを進言し、槍を切り詰めた逸話が記述されているが、同時に討ち入り時に江戸にはいなかったともしており、同書の中でも矛盾をきたしている。さらに、佐治為綱が山岡覚兵衛の後家と大高源吾の妹が吉良邸に忍び込んで助太刀したと書いている本があることについて尋ねたところ、妙海尼はそれは誤りで、7人の女が吉良邸に奉公して内通し、討ち入りの際は長刀で助太刀したが皆討ち死にしたと答えている。しかし別の箇所では7人のうちの1人が妙海尼で死んだのは6人であるとし、討ち入り当日に弥兵衛を送り出したという話とも矛盾を生じている。
妙海尼については彼女の生前から疑念を抱く人物も存在していた。大石良雄の親戚で弘前藩士の大石良麿は、元文年間（1736年 - 1741年）に亀戸の殊妙院という庵に堀部安兵衛の妻の妹と称する妙海尼という者がいて世間からもてはやされていることを不審に思い、安兵衛の跡を継いだ熊本藩士・堀部忠兵衛に問い合わせて偽者であることを確認している。安兵衛の妻にはそもそも妹がいないことから、忠兵衛は高島（弥兵衛の妻）の侍女であった「春」と「しゆん（順）」という者が妙海尼の正体なのではないかと回答している。
妙海尼が偽者であるという研究は、その後も天保年間の大蔵謙斎や『赤穂義人纂書』を著した鍋田晶山によって発表されている。
渡辺世祐は、妙海尼のそばについていた高見（高木）亀之助正斎という浪人が、堀部安兵衛の妻という経歴詐称の筋立てを行ったのではないかと推測している。高見正斎は妙海尼の縁者を名乗ってマネージャーのような役割をしており、妙海尼について尋ねる佐治為綱に対しても説明を行っている。
同時代には真偽は別として、他にも京都に大石内蔵助の娘を称する清円という尼や、武林唯七の妻だったという尼がおり、昔語りをして世間の注目を浴びていた。
現在泉岳寺には妙海尼の墓があり、「清浄庵宝山妙海法尼」「安永七戊戌天二月二十五日」「堀部弥兵衛金丸娘、行年九十三歳卒」と刻まれている。また泉岳寺には妙海尼が瑶泉院から賜り、後に移植したという梅が残されている。

## 派生作品
妙海尼を題材として右田寅彦による新歌舞伎『堀部妙海尼』が作られ、明治45年（1912年）に尾上梅幸によって初演された。
なお、妙海尼を題材にした小説も執筆されており、井上ひさしの『不忠臣蔵』や柴田錬三郎の『裏返し忠臣蔵』がある。